# Unione nazionale consumatori
L'Unione Nazionale Consumatori è la prima associazione di difesa dei consumatori in Italia, fondata nel 1955 da Vincenzo Dona.

## Profilo
La sede dell'Unione è a Roma, in via Duilio 13. 
Si articola in oltre 150 Comitati e Delegazioni territoriali in altrettante città, dove operano numerosi esperti e consulenti.
È riconosciuta per legge come associazione rappresentativa a livello nazionale (art. 137 del Codice del consumo) e componente del Consiglio Nazionale dei Consumatori e degli Utenti (CNCU). È legittimata ad agire in giudizio a tutela degli interessi collettivi dei consumatori e degli utenti ex art. 139 del Codice del consumo (D. Lgs. n. 206 del 6 settembre 2005).
Membro di Consumers International e, in Italia, di Consumer's Forum.
Nel 1990 per l'attività di educazione ai consumatori è stata insignita del Premio per la Cultura della Presidenza del Consiglio dei ministri. Inoltre vince il Premio Antitrust 2017 come migliore Associazione di Consumatori "per essersi distinta nella diffusione dei valori della concorrenza e della tutela  dei diritti dei consumatori".

## Finalità
La tutela e la rappresentanza dei consumatori costituiscono le finalità esclusive dell'Unione, perseguite attraverso proposte di norme legislative e regolamentari e le attività di assistenza, consulenza, informazione e orientamento rivolte ai cittadini. In particolare è impegnata nell'attività di educazione svolta nelle scuole di ogni ordine e grado per radicare tra i giovani la cultura del consumo consapevole. Lo Statuto prevede, altresì, che l'Unione promuova la qualità e la sicurezza dei prodotti e degli impianti, il rispetto del territorio, l'efficienza dei servizi e l'equità dei prezzi e delle tariffe.
Alla sola sede centrale dell'Unione pervengono quasi 500.000 reclami e quesiti ogni anno da parte dei consumatori iscritti e non iscritti.

## Obiettivi raggiunti
Dalla sua fondazione, l'Unione ha svolto innumerevoli test comparativi riguardanti prevalentemente prodotti alimentari, elettrodomestici e materiale elettrico, tessili e abbigliamento, apparecchi domestici, cosmetici, detersivi, servizi bancari, assicurativi e telefonici.
Tra le battaglie condotte con successo dall'Unione vi sono la legge sull'etichettatura dei tessili, la classificazione degli oli d'oliva, l'obbligo di vendita in involucri chiusi di latte, pasta, riso, oli, eccetera, l'etichettatura dei prodotti alimentari, la validità giuridica delle norme nel Comitato elettrotecnico italiano, la legislazione sul peso netto, l'obbligo di impiego di involucri di plastica privi di composti tossici migrabili, l'obbligo di usare la lingua italiana nelle etichette e numerosi altri provvedimenti. Più recentemente l'Unione si è battuta per l'approvazione della cosiddetta “class-action” nel nostro ordinamento, inizialmente approvata con legge 244 del 24 dicembre 2007 e poi entrata in vigore nel 2010. Proprio al suo impegno si deve la prima storica sentenza del Tribunale di Napoli che nel 2013 ha accolto una class-action per la prima volta in Italia.

## Pubblicazioni
Organi di stampa dell'Unione sono un'Agenzia giornalistica trisettimanale ed un mensile di informazione sui problemi del consumo, entrambi con la stessa testata "Le Scelte del consumatore".
In occasione dei cinquantenario dell'Unione è stato pubblicato “50 anni di storia e storie del consumerismo italiano”, De Agostini.
Inoltre l'Unione ha edito numerose pubblicazioni tematiche specifiche ed unità didattiche rivolte alle scuole di ogni ordine e grado.

## Premio Vincenzo Dona
Dal 2007 ha istituito il “Premio Vincenzo Dona, voce dei consumatori” attribuito alle personalità che si sono distinte nel campo dei diritti dei consumatori ed anche alle migliori tesi di laurea in materia.
Hanno ricevuto il premio: Ralph Nader, Pier Luigi Bersani, Antonio Lubrano, Antonio Catricalà, Anna Bartolini, Luca Zaia, Maria Stella Gelmini, N.A.S., Mario Monti, Raffaele Guariniello, Stefano Zamagni, Francesco Pizzetti, Polizia Postale e delle Comunicazioni, Umberto Rapetto, Pietro Grasso, Guardia di Finanza, Sergio Marini, Ermete Realacci, Andrea Segrè, Serge Latouche, Nicola Gratteri, Jeremy Rifkin, Giovanni Buttarelli, Osvaldo Bevilacqua, Francesco Morace, Associazione Peter Pan Onlus (attiva nel campo dei tumori infantili, con la Caritas di Roma e la collaborazione passata dell'ex ambasciatore Daniele Bosio), TAXI 1729 ed Istituto Professionale Servizi Enogastronomia e Ospitalità Alberghiera Vincenzo Gioberti di Roma, Antonello Soro.